# Maroussia Paré
Maroussia Paré (née le 18 juillet 1996 à Bordeaux) est une athlète française, spécialiste des épreuves de sprint.

## Biographie
Licenciée à l’US Talence depuis 2015 et entraînée par Alain Lastecoueres, Maroussia Paré est une sprinteuse, spécialiste du 200 m mais aussi des relais 4 × 100 m et 4 × 200 m.
En 2016, elle remportait deux médailles d’or aux championnats méditerranéens espoirs – en individuel sur 200 m et en équipe sur 4 × 100 m – avant d’être sélectionnée pour les Jeux olympiques de Rio de Janeiro (Brésil) pour le relais 4 × 100 m. En 2015, Maroussia Paré avait déjà connu les joies d’une sélection en équipe de France Senior puisqu’elle faisait partie du relais 4 × 100 m tricolore aux championnats du monde de Pékin (Chine). Cette même année, elle avait également été doublement médaillée aux championnats d’Europe Juniors à Eskilstuna (Suède) sur 200 m et 4 × 100 m.
Lors de la saison hivernale 2017, elle fut sacrée championne de France Elite du 200 m en salle, chez elle, à Bordeaux, avec un chrono de 23 s 71. Quelques jours plus tôt, à Lyon, elle était sacrée championne de France Espoir du 200 m en salle avec un temps de 23 s 60 et vice-championne de France Espoir du 60 m en salle avec un chrono de 7 s 49.
À l'entame de la saison estivale 2017, Maroussia était engagée aux relais mondiaux de l'IAAF à Nassau (Bahamas) avec l'équipe de France. Après des  championnats d'Europe espoirs marqués par une 7e place sur 200 m et une médaille d'argent sur 4 × 100 m, elle prit part au Meeting Herculis de Monaco, onzième étape de la Ligue de diamant 2017.

## Palmarès

### International
| Date | Compétition                       | Lieu       | Résultat | Épreuve   | Temps              |
| ---- | --------------------------------- | ---------- | -------- | --------- | ------------------ |
| 2015 | Championnats d'Europe juniors     | Eskilstuna | 3e       | 200 m     | 23 s 05            |
| 2015 | Championnats d'Europe juniors     | Eskilstuna | 3e       | 4 × 100 m | 45 s 35            |
| 2017 | Championnats d'Europe espoirs     | Bydgoszcz  | 2e       | 4 × 100 m | 44 s 06            |
| 2019 | Relais mondiaux                   | Yokohama   |          | 4 x 200 m | 1 min 32 s 16 (NR) |
| 2019 | Championnats d'Europe par équipes | Bydgoszcz  | 4e       | 200 m     | 23 s 25            |
| 2024 | Championnats d'Europe             | Rome       | 2e       | 4 x 100 m | séries             |

### National
- Championnats de France d'athlétisme :
  - Vice-championne de France sur 200 m en 2016 et en 2019
- Championnats de France d'athlétisme en salle :
  - Championne de France en salle sur 200 m en 2017, 2019, 2020 et 2023

## Records
| Épreuve | Temps   | Lieu      | Date            |
| ------- | ------- | --------- | --------------- |
| 60 m    | 7 s 41  | Nantes    | 21 janvier 2017 |
| 100 m   | 11 s 52 | Dax       | 14 juin 2015    |
| 200 m   | 23 s 26 | Bydgoszcz | 15 juillet 2017 |